# Sahathor
Menuadjra Sahator sconosciuto (fl. XVIII-XVII secolo a.C.) è stato un sovrano egizio inserito nella XIII dinastia.
Secondo il Canone Reale si tratterebbe del ventiduesimo sovrano.

## Biografia
Probabilmente fratello di Neferhotep I. Del suo regno, durato forse 3 anni, non sappiamo praticamente nulla. Il nome compare in alcuni elenchi di membri della famiglia reale.
È probabile che abbia regnato su tutto l'Egitto tranne che sul 6º distretto dell'Basso Egitto dove, a Xois, si era ormai insediato un sovrano della XIV dinastia e sulla zona intorno ad Avaris, sempre nella regione del delta del Nilo, dove si sta ormai concentrando il potere delle genti di stirpe asiatica migrate in Egitto nei decenni precedenti.
Il regno di Sahathor è documentato a livello archeologico da alcuni rilievi rupestri sull'isola di Sehel e nello Uadi Hammamat e da due statue del tempio di Hekaib ad Elefantina.
Si ritiene che il glifo
| N5 |

che precede il nome sia un errore di trascrizione dello scriba ramesside che ha compilato il papiro (Canone Reale), errore generato dalla circostanza che la maggior parte dei prenomen di questa parte della lista iniziano appunto con tale glifo.

## Liste reali
| N5 | O6 | t · pr | D2 · Z1 | G7 | G39 · Z1 | G7 |

| N5 | O6 | t · pr | D2 · Z1 | G7 | G39 · Z1 | G7 |

| N5 | O6 | t · pr | D2 · Z1 | G7 | G39 · Z1 | G7 |

| N5 | O6 | t · pr | D2 · Z1 | G7 | G39 · Z1 | G7 |

| N5 | O6 | t · pr | D2 · Z1 | G7 | G39 · Z1 | G7 |

| N5 | O6 | t · pr | D2 · Z1 | G7 | G39 · Z1 | G7 |

| N5 | O6 | t · pr | D2 · Z1 | G7 | G39 · Z1 | G7 |

| N5 | O6 | t · pr | D2 · Z1 | G7 | G39 · Z1 | G7 |

## Titolatura
| G5 |

| G5 |

|  |  | \| \| \| \| \| \| |
|  |  |                   |
|  |  |                   |
|  |  |                   |

|  |
|  |
|  |

| G16 |

| G16 |

| G8 |

| G8 |

| M23 · X1 | L2 · X1 |

| M23 · X1 | L2 · X1 |

| N5 | mn | M13 |

| N5 | mn | M13 |

| N5 | mn | M13 |

| N5 | mn | M13 |

| N5 | mn | M13 |

| N5 | mn | M13 |

| N5 | mn | M13 |

| N5 | mn | M13 |

| G39 | N5 |

| G39 | N5 |

| N5 | O6 | t · pr | D2 · Z1 | G7 | G39 | Z1 | G7 |

| N5 | O6 | t · pr | D2 · Z1 | G7 | G39 | Z1 | G7 |

| N5 | O6 | t · pr | D2 · Z1 | G7 | G39 | Z1 | G7 |

| N5 | O6 | t · pr | D2 · Z1 | G7 | G39 | Z1 | G7 |

| N5 | O6 | t · pr | D2 · Z1 | G7 | G39 | Z1 | G7 |

| N5 | O6 | t · pr | D2 · Z1 | G7 | G39 | Z1 | G7 |

| N5 | O6 | t · pr | D2 · Z1 | G7 | G39 | Z1 | G7 |

| N5 | O6 | t · pr | D2 · Z1 | G7 | G39 | Z1 | G7 |

## Datazioni alternative
| Autore | Anni di regno |
| ------ | ------------- |
| Ryholt | 1733 a.C.     |
| Malek  | 1727 a.C.     |